# 沃特·哈默爾
沃特·哈默爾（荷蘭語：Wouter Hamel，1977年5月19日—）是荷蘭的一位流行歌手。他的音樂風格經常被拿來和傑米·卡倫比較。在2005年，他贏得了荷蘭爵士音樂獎。他迄今為止已經發行了五張專輯。